# Sudamericano Femenino 2010
Navigation
Édition précédente Édition suivante
Le Sudamericano Femenino 2010 est la sixième édition du Sudamericano Femenino. Il se déroule du 4 au 21 novembre 2010 en Équateur. Dans un premier temps, le tournoi devait avoir lieu du 28 octobre au 14 novembre 2010.
Les deux équipes terminant en tête sont qualifiées pour la Coupe du monde de football féminin 2011 ainsi que pour les Jeux olympiques d'été de 2012. De plus, les quatre premières équipes se qualifient pour les Jeux panaméricains de 2011.

## Villes et stades
|                                                            | Quito                                                     |                                                             |
| ---------------------------------------------------------- | --------------------------------------------------------- | ----------------------------------------------------------- |
|                                                            | Estadio Olímpico Atahualpa Capacité : 35 742              |                                                             |
|                                                            |                                                           |                                                             |
| Ambato                                                     | \| Ambato Azogues Cuenca Latacunga Loja Quito Riobamba \| | Loja                                                        |
| Estadio Bellavista Capacité : 18 000                       | \| Ambato Azogues Cuenca Latacunga Loja Quito Riobamba \| | Estadio Federativo Reina del Cisne Capacité prévue : 14 935 |
|                                                            | \| Ambato Azogues Cuenca Latacunga Loja Quito Riobamba \| |                                                             |
| Cuenca                                                     | \| Ambato Azogues Cuenca Latacunga Loja Quito Riobamba \| | Azogues                                                     |
| Estadio Alejandro Serrano Aguilar Capacité prévue : 20 000 | \| Ambato Azogues Cuenca Latacunga Loja Quito Riobamba \| | Estadio Jorge Andrade Cantos Capacité prévue : 15 000       |
|                                                            | \| Ambato Azogues Cuenca Latacunga Loja Quito Riobamba \| |                                                             |
| Latacunga                                                  | \| Ambato Azogues Cuenca Latacunga Loja Quito Riobamba \| | Riobamba                                                    |
| Estadio La Cocha Capacité prévue : 15 200                  | \| Ambato Azogues Cuenca Latacunga Loja Quito Riobamba \| | Estadio Olímpico Capacité prévue : 20 000                   |
|                                                            | \| Ambato Azogues Cuenca Latacunga Loja Quito Riobamba \| |                                                             |
| Ambato Azogues Cuenca Latacunga Loja Quito Riobamba        |                                                           |                                                             |

## Équipes participantes
Les dix équipes nationales de football affiliées à la CONMEBOL y participent.
| Équipes participantes | Équipes participantes | Équipes participantes | Équipes participantes | Équipes participantes |
| --------------------- | --------------------- | --------------------- | --------------------- | --------------------- |
| Argentine             | Bolivie               | Brésil                | Chili                 | Colombie              |
| Équateur              | Paraguay              | Pérou                 | Uruguay               | Venezuela             |

## Premier tour
Les équipes sont réparties en deux groupes de cinq équipes sous forme de toutes rondes, du 4 au 13 novembre. Les deux premières de chaque groupe se qualifient pour la poule finale.

### Groupe A
|   | Equipe    | Pts | J | G | N | P | Bp | Bc | Diff |
| - | --------- | --- | - | - | - | - | -- | -- | ---- |
| 1 | Chili     | 9   | 4 | 3 | 0 | 1 | 9  | 4  | +5   |
| 2 | Argentine | 9   | 4 | 3 | 0 | 1 | 7  | 2  | +5   |
| 3 | Équateur  | 9   | 4 | 3 | 0 | 1 | 8  | 6  | +2   |
| 4 | Bolivie   | 3   | 4 | 1 | 0 | 3 | 5  | 11 | −6   |
| 5 | Pérou     | 0   | 4 | 0 | 0 | 4 | 3  | 9  | −6   |

| 4 novembre 2010 | Argentine                        | 3–0 | Bolivie | Estadio La Cocha, Latacunga                                                   |                                                                               |
| 17:00 UTC-5     | Ojeda 6e 39e (pen.) · Banini 51e |     |         | Spectateurs : 3 000 Arbitrage : Yanina del Carmen Mujica Camacaro (Venezuela) | Spectateurs : 3 000 Arbitrage : Yanina del Carmen Mujica Camacaro (Venezuela) |
| 17:00 UTC-5     | Report                           |     |         | Spectateurs : 3 000 Arbitrage : Yanina del Carmen Mujica Camacaro (Venezuela) | Spectateurs : 3 000 Arbitrage : Yanina del Carmen Mujica Camacaro (Venezuela) |

| 4 novembre 2010 | Équateur     | 1–2 | Chili                    | Estadio La Cocha, Latacunga                            |                                                        |
| 19:00 UTC-5     | Quintero 42e |     | Quezada 2e · Salgado 44e | Arbitrage : Ana Karina Marques Valentim Alves (Brésil) | Arbitrage : Ana Karina Marques Valentim Alves (Brésil) |
| 19:00 UTC-5     | Report       |     |                          | Arbitrage : Ana Karina Marques Valentim Alves (Brésil) | Arbitrage : Ana Karina Marques Valentim Alves (Brésil) |

| 6 novembre 2010 | Chili                                                                 | 1–2 | Argentine       | Estadio Bellavista, Ambato                  |                                             |
| 17:00 UTC-5     | Lara 84e (pen.)                                                       |     | Pereyra 40e 70e | Arbitrage : Adriana Lucia Correa (Colombie) | Arbitrage : Adriana Lucia Correa (Colombie) |
| 17:00 UTC-5     | « Report »(Archive.org • Wikiwix • Archive.is • Google • Que faire ?) |     |                 | Arbitrage : Adriana Lucia Correa (Colombie) | Arbitrage : Adriana Lucia Correa (Colombie) |

| 6 novembre 2010 | Équateur                     | 2–1 | Pérou       | Estadio Bellavista, Ambato                          |                                                     |
| 19:00 UTC-5     | Quinteros 22e · Palacios 78e |     | Tristán 15e | Arbitrage : Norma Beatriz González Gomez (Paraguay) | Arbitrage : Norma Beatriz González Gomez (Paraguay) |
| 19:00 UTC-5     | Report                       |     |             | Arbitrage : Norma Beatriz González Gomez (Paraguay) | Arbitrage : Norma Beatriz González Gomez (Paraguay) |

| 8 novembre 2010 | Chili                            | 3–0 | Bolivie | Estadio Olímpico, Riobamba                             |                                                        |
| 17:00 UTC-5     | Lara 8e · Zamora 40e · Araya 55e |     |         | Arbitrage : Ana Karina Marques Valentim Alves (Brésil) | Arbitrage : Ana Karina Marques Valentim Alves (Brésil) |
| 17:00 UTC-5     | Report                           |     |         | Arbitrage : Ana Karina Marques Valentim Alves (Brésil) | Arbitrage : Ana Karina Marques Valentim Alves (Brésil) |

| 8 novembre 2010 | Argentine                 | 2–0 | Pérou | Estadio Olímpico, Riobamba                                                 |                                                                            |
| 19:00 UTC-5     | González 65e · Blanco 68e |     |       | Spectateurs : 1 300 Arbitrage : Gabriela Lourdes Bandeira Popich (Uruguay) | Spectateurs : 1 300 Arbitrage : Gabriela Lourdes Bandeira Popich (Uruguay) |
| 19:00 UTC-5     | Report                    |     |       | Spectateurs : 1 300 Arbitrage : Gabriela Lourdes Bandeira Popich (Uruguay) | Spectateurs : 1 300 Arbitrage : Gabriela Lourdes Bandeira Popich (Uruguay) |

| 10 novembre 2010 | Pérou        | 1–3 | Chili                    | Estadio Bellavista, Ambato                                |                                                           |
| 14:00 UTC-5      | Chirinos 45e |     | Aedo 10e · Araya 57e 90e | Arbitrage : Yanina del Carmen Mujica Camacaro (Venezuela) | Arbitrage : Yanina del Carmen Mujica Camacaro (Venezuela) |
| 14:00 UTC-5      | Report       |     |                          | Arbitrage : Yanina del Carmen Mujica Camacaro (Venezuela) | Arbitrage : Yanina del Carmen Mujica Camacaro (Venezuela) |

| 10 novembre 2010 | Bolivie                                  | 3–4 | Équateur                                       | Estadio Bellavista, Ambato                  |                                             |
| 16:00 UTC-5      | Loayza 30e · Benavides 70e · Padilla 87e |     | Sánchez 45+4e 53e · Freire 68e · Quinteros 73e | Arbitrage : Adriana Lucia Correa (Colombie) | Arbitrage : Adriana Lucia Correa (Colombie) |
| 16:00 UTC-5      | Report                                   |     |                                                | Arbitrage : Adriana Lucia Correa (Colombie) | Arbitrage : Adriana Lucia Correa (Colombie) |

| 12 novembre 2010 | Bolivie        | 2–1 | Pérou        | Estadio La Cocha, Latacunga                            |                                                        |
| 17:00 UTC-5      | Loayza 29e 61e |     | Chirinos 22e | Arbitrage : Gabriela Lourdes Bandeira Popich (Uruguay) | Arbitrage : Gabriela Lourdes Bandeira Popich (Uruguay) |
| 17:00 UTC-5      | Report         |     |              | Arbitrage : Gabriela Lourdes Bandeira Popich (Uruguay) | Arbitrage : Gabriela Lourdes Bandeira Popich (Uruguay) |

| 12 novembre 2010 | Équateur      | 1–0 | Argentine | Estadio La Cocha, Latacunga                         |                                                     |
| 19:00 UTC-5      | Rodríguez 34e |     |           | Arbitrage : Norma Beatriz González Gomez (Paraguay) | Arbitrage : Norma Beatriz González Gomez (Paraguay) |
| 19:00 UTC-5      | Report        |     |           | Arbitrage : Norma Beatriz González Gomez (Paraguay) | Arbitrage : Norma Beatriz González Gomez (Paraguay) |

### Groupe B
|   | Equipe    | Pts | J | G | N | P | Bp | Bc | Diff |
| - | --------- | --- | - | - | - | - | -- | -- | ---- |
| 1 | Brésil    | 12  | 4 | 4 | 0 | 0 | 13 | 1  | +12  |
| 2 | Colombie  | 9   | 4 | 3 | 0 | 1 | 17 | 2  | +15  |
| 3 | Paraguay  | 6   | 4 | 2 | 0 | 2 | 8  | 6  | +2   |
| 4 | Venezuela | 3   | 4 | 1 | 0 | 3 | 5  | 15 | −10  |
| 5 | Uruguay   | 0   | 4 | 0 | 0 | 4 | 2  | 21 | −19  |

| 5 novembre 2010 | Paraguay                                                              | 0–3 | Colombie                              | Estadio Federativo Reina del Cisne, Loja               |                                                        |
| 17:00 UTC-5     |                                                                       |     | Domínguez 18e · Uzme 46e · Rincón 70e | Arbitrage : Estela Mary Álvarez de Olivera (Argentine) | Arbitrage : Estela Mary Álvarez de Olivera (Argentine) |
| 17:00 UTC-5     | « Report »(Archive.org • Wikiwix • Archive.is • Google • Que faire ?) |     |                                       | Arbitrage : Estela Mary Álvarez de Olivera (Argentine) | Arbitrage : Estela Mary Álvarez de Olivera (Argentine) |

| 5 novembre 2010 | Brésil                                                                | 4–0 | Venezuela | Estadio Federativo Reina del Cisne, Loja   |                                            |
| 19:00 UTC-5     | Aline 26e 30e · Cristiane 42e · Renata Costa 60e                      |     |           | Arbitrage : Sirley Cornejo Arana (Bolivie) | Arbitrage : Sirley Cornejo Arana (Bolivie) |
| 19:00 UTC-5     | « Report »(Archive.org • Wikiwix • Archive.is • Google • Que faire ?) |     |           | Arbitrage : Sirley Cornejo Arana (Bolivie) | Arbitrage : Sirley Cornejo Arana (Bolivie) |

| 7 novembre 2010 | Venezuela | 0–4 | Paraguay                              | Estadio Federativo Reina del Cisne, Loja               |                                                        |
| 11:00 UTC-5     |           |     | Quintana 49e · Villamayor 56e 59e 80e | Arbitrage : Carolina Patricia Gonzalez Urrutia (Chili) | Arbitrage : Carolina Patricia Gonzalez Urrutia (Chili) |
| 11:00 UTC-5     | Report    |     |                                       | Arbitrage : Carolina Patricia Gonzalez Urrutia (Chili) | Arbitrage : Carolina Patricia Gonzalez Urrutia (Chili) |

| 7 novembre 2010 | Uruguay | 0–4 | Brésil                                   | Estadio Federativo Reina del Cisne, Loja              |                                                       |
| 13:00 UTC-5     |         |     | Cristiane 15e (pen.) 40e · Marta 36e 57e | Arbitrage : Juana del Rocio Delgado Torres (Équateur) | Arbitrage : Juana del Rocio Delgado Torres (Équateur) |
| 13:00 UTC-5     | Report  |     |                                          | Arbitrage : Juana del Rocio Delgado Torres (Équateur) | Arbitrage : Juana del Rocio Delgado Torres (Équateur) |

| 9 novembre 2010 | Colombie                                                              | 5–0 | Venezuela | Estadio Jorge Andrade, Azogues                    |                                                   |
| 14:00 UTC-5     | Arias 27e · Rodallega 45e · Peralta 56e · Rincón 58e · Velásquez 73e  |     |           | Arbitrage : Silvia Elizabeth Reyes Juarez (Pérou) | Arbitrage : Silvia Elizabeth Reyes Juarez (Pérou) |
| 14:00 UTC-5     | « Report »(Archive.org • Wikiwix • Archive.is • Google • Que faire ?) |     |           | Arbitrage : Silvia Elizabeth Reyes Juarez (Pérou) | Arbitrage : Silvia Elizabeth Reyes Juarez (Pérou) |

| 9 novembre 2010 | Paraguay                                                              | 4–0 | Uruguay | Estadio Jorge Andrade, Azogues             |                                            |
| 16:00 UTC-5     | Villamayor 29e · Galeano 38e · Quintana 42e · Vásquez 89e (pen.)      |     |         | Arbitrage : Sirley Cornejo Arana (Bolivie) | Arbitrage : Sirley Cornejo Arana (Bolivie) |
| 16:00 UTC-5     | « Report »(Archive.org • Wikiwix • Archive.is • Google • Que faire ?) |     |         | Arbitrage : Sirley Cornejo Arana (Bolivie) | Arbitrage : Sirley Cornejo Arana (Bolivie) |

| 11 novembre 2010 | Venezuela                                             | 5–2 | Uruguay                    | Estadio Alejandro Serrano Aguilar, Cuenca             |                                                       |
| 17:00 UTC-5      | Vizo 4e 17e · Quintero 31e · Torres 78e · Altuber 83e |     | Viera 43e · Bizamberri 66e | Arbitrage : Juana del Rocio Delgado Torres (Équateur) | Arbitrage : Juana del Rocio Delgado Torres (Équateur) |
| 17:00 UTC-5      | Report                                                |     |                            | Arbitrage : Juana del Rocio Delgado Torres (Équateur) | Arbitrage : Juana del Rocio Delgado Torres (Équateur) |

| 11 November 2010 | Colombie  | 1–2 | Brésil                    | Estadio Alejandro Serrano Aguilar, Cuenca              |                                                        |
| 19:00 UTC-5      | Muñoz 57e |     | Cristiane 13e · Marta 28e | Arbitrage : Estela Mary Álvarez de Olivera (Argentine) | Arbitrage : Estela Mary Álvarez de Olivera (Argentine) |
| 19:00 UTC-5      | Report    |     |                           | Arbitrage : Estela Mary Álvarez de Olivera (Argentine) | Arbitrage : Estela Mary Álvarez de Olivera (Argentine) |

| 13 novembre 2010 | Uruguay                                                               | 0–8 | Colombie                                                                                   | Estadio Alejandro Serrano Aguilar, Cuenca              |                                                        |
| 14:00 UTC-5      |                                                                       |     | Uzme 35e (pen.) · Rincón 41e 80e · Castro 45e 84e · Montoya 82e · N. Arias 85e · Vidal 88e | Arbitrage : Carolina Patricia Gonzalez Urrutia (Chili) | Arbitrage : Carolina Patricia Gonzalez Urrutia (Chili) |
| 14:00 UTC-5      | « Report »(Archive.org • Wikiwix • Archive.is • Google • Que faire ?) |     |                                                                                            | Arbitrage : Carolina Patricia Gonzalez Urrutia (Chili) | Arbitrage : Carolina Patricia Gonzalez Urrutia (Chili) |

| 13 novembre 2010 | Brésil                                                                | 3–0 | Paraguay | Estadio Alejandro Serrano Aguilar, Cuenca         |                                                   |
| 16:00 UTC-5      | Cristiane 18e 36e · Marta 57e                                         |     |          | Arbitrage : Silvia Elizabeth Reyes Juarez (Pérou) | Arbitrage : Silvia Elizabeth Reyes Juarez (Pérou) |
| 16:00 UTC-5      | « Report »(Archive.org • Wikiwix • Archive.is • Google • Que faire ?) |     |          | Arbitrage : Silvia Elizabeth Reyes Juarez (Pérou) | Arbitrage : Silvia Elizabeth Reyes Juarez (Pérou) |

## Poule finale
Les quatre demi-finalistes s'affrontent en poule finale (tournoi toutes rondes).
|   | Équipe    | Pts | J | G | N | P | Bp | Bc | Diff |
| - | --------- | --- | - | - | - | - | -- | -- | ---- |
| 1 | Brésil    | 9   | 3 | 3 | 0 | 0 | 12 | 1  | +11  |
| 2 | Colombie  | 4   | 3 | 1 | 1 | 1 | 2  | 6  | −4   |
| 3 | Chili     | 2   | 3 | 0 | 2 | 1 | 2  | 4  | −2   |
| 4 | Argentine | 1   | 3 | 0 | 1 | 2 | 0  | 5  | −5   |

- Équipes qualifiées pour la Coupe du monde 2011 et pour les Jeux olympiques 2012

| 17 novembre 2010 | Chili    | 1–1 | Colombie   | Estadio La Cocha, Latacunga                           |                                                       |
| 17:00 UTC-5      | Lara 61e |     | Rincón 29e | Arbitrage : Juana del Rocio Delgado Torres (Équateur) | Arbitrage : Juana del Rocio Delgado Torres (Équateur) |
| 17:00 UTC-5      | Report   |     |            | Arbitrage : Juana del Rocio Delgado Torres (Équateur) | Arbitrage : Juana del Rocio Delgado Torres (Équateur) |

| 17 novembre 2010 | Brésil                                                     | 4–0 | Argentine | Estadio La Cocha, Latacunga                         |                                                     |
| 19:00 UTC-5      | Grazielle 25e · Dos Santos 37e · Marta 63e · Cristiane 77e |     |           | Arbitrage : Norma Beatriz González Gomez (Paraguay) | Arbitrage : Norma Beatriz González Gomez (Paraguay) |
| 19:00 UTC-5      | Report                                                     |     |           | Arbitrage : Norma Beatriz González Gomez (Paraguay) | Arbitrage : Norma Beatriz González Gomez (Paraguay) |

| 19 novembre 2010 | Chili  | 0–0 | Argentine | Estadio La Cocha, Latacunga                               |                                                           |
| 17:00 UTC-5      |        |     |           | Arbitrage : Yanina del Carmen Mujica Camacaro (Venezuela) | Arbitrage : Yanina del Carmen Mujica Camacaro (Venezuela) |
| 17:00 UTC-5      | Report |     |           | Arbitrage : Yanina del Carmen Mujica Camacaro (Venezuela) | Arbitrage : Yanina del Carmen Mujica Camacaro (Venezuela) |

| 19 novembre 2010 | Brésil                                                    | 5–0 | Colombie | Estadio La Cocha, Latacunga                            |                                                        |
| 19:00 UTC-5      | Érika 23e · Grazielle 48e · Marta 69e 87e · Cristiane 82e |     |          | Arbitrage : Gabriela Lourdes Bandeira Popich (Uruguay) | Arbitrage : Gabriela Lourdes Bandeira Popich (Uruguay) |
| 19:00 UTC-5      | Report                                                    |     |          | Arbitrage : Gabriela Lourdes Bandeira Popich (Uruguay) | Arbitrage : Gabriela Lourdes Bandeira Popich (Uruguay) |

| 21 novembre 2010 | Colombie       | 1–0 | Argentine | Estadio Olímpico Atahualpa, Quito          |                                            |
| 10:00 UTC-5      | Betancourt 51e |     |           | Arbitrage : Sirley Cornejo Arana (Bolivie) | Arbitrage : Sirley Cornejo Arana (Bolivie) |
| 10:00 UTC-5      | Report         |     |           | Arbitrage : Sirley Cornejo Arana (Bolivie) | Arbitrage : Sirley Cornejo Arana (Bolivie) |

| 21 novembre 2010 | Chili       | 1–3 | Brésil                     | Estadio Olímpico Atahualpa, Quito |  |
| 12:00 UTC-5      | Salgado 45e |     | Batista 2e · Marta 36e 83e |                                   |  |
| 12:00 UTC-5      | Report      |     |                            |                                   |  |